# Kelly-Ann Baptiste
Kelly-Ann Baptiste (Trinidad y Tobago, 14 de octubre de 1986) es una atleta trinitense, especialista en las pruebas de 100 m y relevos 4 x 100 m, con la que ha logrado ser medallista de bronce mundial en 2015.

## Carrera deportiva
En el Mundial de Daegu 2011 consigue la medalla de bronce en los 100 m, y en el de Pekín 2015 gana la medalla de bronce también en los relevos 4 x 100 m, tras las jamaicanas y estadounidenses.